# Јужна вискача
Јужна или боливијска вискача (лат. Lagidium viscacia) је јужноамеричка врста глодара из породице чинчила (Chinchillidae) 

## Распрострањење
Ареал врсте је ограничен на мањи број држава: Аргентину, Боливију, Перу и Чиле.

## Станиште
Станиште врсте су планине. Врста је по висини распрострањена од 2.500 до 5.100 метара надморске висине.

## Угроженост
Ова врста није угрожена, и наведена је као последња брига јер има широко распрострањење.